# La Gran Madre
La Gran Madre. Una fenomenología de las creaciones femeninas de lo inconsciente (en alemán Die Große Mutter. Eine Phänomenologie der weiblichen Gestaltungen des Unbewußten) es una obra de 1956 (1974) del psicólogo israelí Erich Neumann. Ha sido descrita como "monumental en su amplitud" por Robert H. Hopcke, que la considera como "la contribución más perdurable de Neumann al pensamiento junguiano", junto a Los orígenes e historia de la conciencia.

## Sinopsis
La Gran Madre incluye una investigación de la psique femenina animada por el proyecto de una «psicología profunda de lo femenino». Pero además de ser relevante para la psicología analítica, este documentado ensayo sobre el arquetipo del Gran Femenino contribuye a una terapia de la cultura que hace posible la integración entre el mundo patriarcal de la consciencia y el mundo matriarcal de la psique.
Neumann estudia de forma exhaustiva el arquetipo de la Diosa matriarcal y las estructuras simbólicas de la imagen femenina, tal como aparecen proyectadas por la psique humana en la mitología, el rito, el arte y la creación, en las fantasías y los sueños que persisten desde la humanidad prehistórica hasta hoy. Para ello, analiza un amplio material de imágenes procedentes de numerosas culturas, delineando las características centrales de las figuras matriarcal-femeninas y su simbolismo tanto iniciático y religioso como civilizatorio.
Este caudal de informaciones e interpretaciones representa una valiosa aportación a los estudios relacionados con la imagen femenina al unir las concepciones de la psicología analítica junguiana con la perspectiva de la historia de la cultura y de sus formaciones simbólicas.